# دیدار تیمهای ملی فوتبال شیلی و اتحاد جماهیر شوروی - ۱۹۷۳

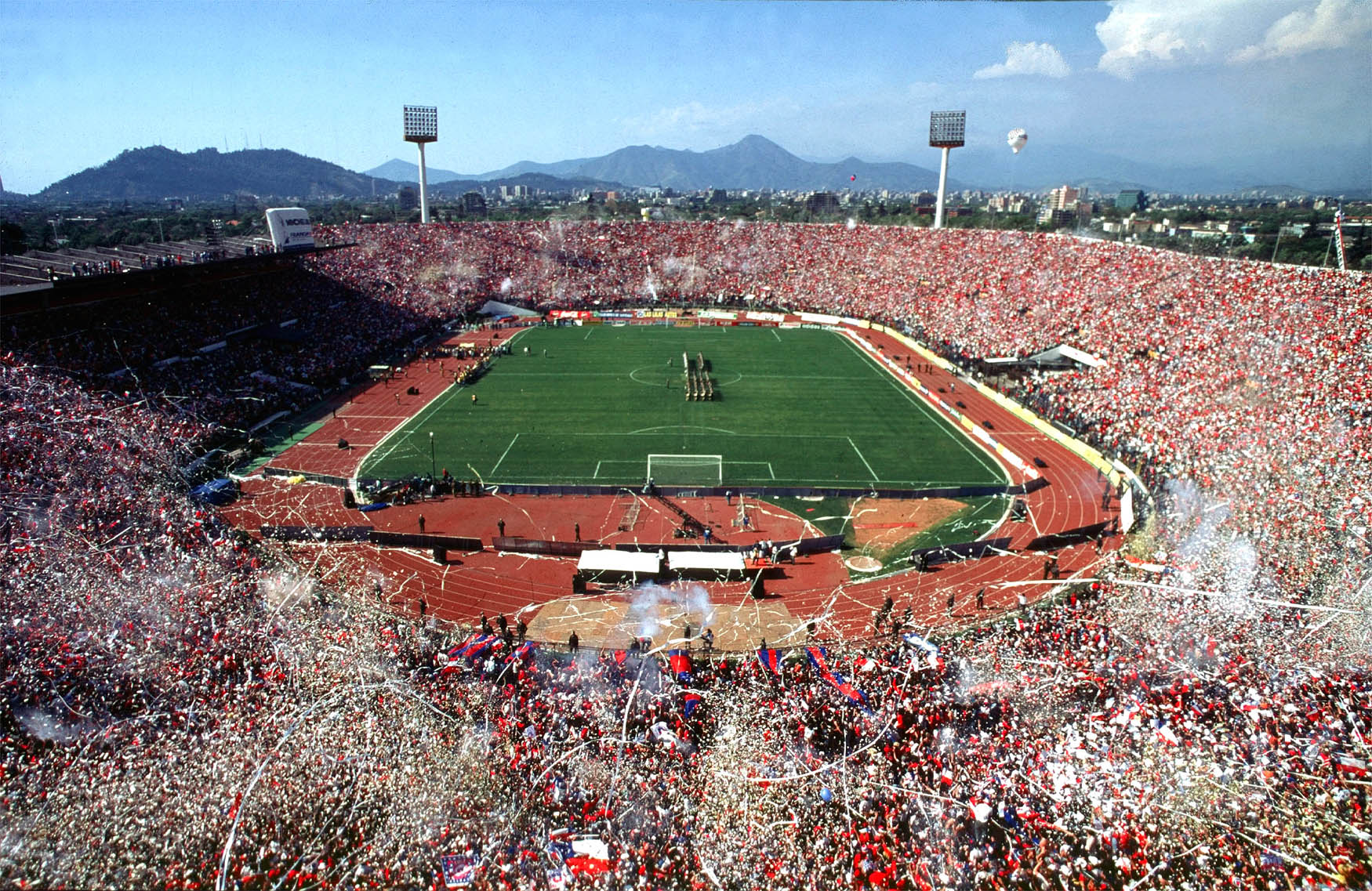
استادیو ملی شیلی (در سال ۲۰۰۶) که در آن مسابقه در تاریخ ۲۱ نوامبر ۱۹۷۳ صورت گرفت.

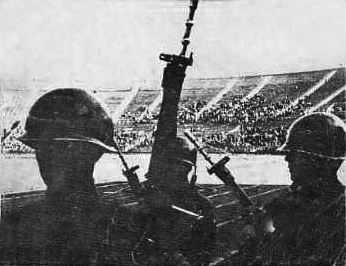
کودتای ۱۹۷۳ شیلی

دیدار تیم‌های ملی فوتبال شیلی و اتحاد جماهیر شوروی - ۱۹۷۳ (فرانسوی: Match de football Chili – URSS (1973)‎) دیدار تیم‌های ملی فوتبال شیلی و اتحاد جماهیر شوروی در تاریخ ۲۱ نوامبر ۱۹۷۳ به شکل نمادین در استادیوم ملی شیلی برگزار شد و طی آن شیلی بدون حضور رقیبش پیروز شد. اتحاد جماهیر شوروی از شرکت در این دیدار از دور برگشت مسابقات مقدماتی جام جهانی ۱۹۷۴ به دلیل کودتای ۱۱ سپتامبر ۱۹۷۳ شیلی سر باز زد و مطابق ماده ۲۲ قوانین فیفا این دیدار با نتیجه دو بر صفر به سود شیلی اعلام شد (بازی رفت در مسکو با تساوی بدون گل خاتمه یافته بود). علی‌رغم این، نظامیان حاکم بر شیلی تصمیم گرفتند این دیدار را به شکل نمادین برگزار کنند و آن را تبدیل به تبلیغاتی برای حکومتشان بکنند. گل این دیدار نمادین را فرانسیسکو والدس به ثمر رساند.

## شرایط
در ۲۶ سپتامبر ۱۹۷۳، علی‌رغم کودتای ۱۱ سپتامبر همان سال، تیم‌های ملی فوتبال شیلی و اتحاد جماهیر شوروی در مرحله مقدماتی برای راهیابی به جام جهانی ۱۹۷۴ به دیدار هم شتافتند و نتیجه بازی در دیدار رفت در مسکو به نتیجه تساوی بدون گل خاتمه یافت.
در سانتیاگو شیلی، به دستور ژنرال پینوشه، از تاریخ ۱۲ سپتامبر ۱۹۷۳ پلیس این کشور استادیوم ملی را به تسخیر خود درآورد و در آنجا مشغول شکنجه و کشتار هزاران مخالف شد. با اینحال مقامات شیلیایی خاطر نشان می‌کنند که استادیوم مربوطه برای تاریخ بازی بازگشت آماده خواهد بود.
بنا بر این اعلام آمادگی، فیفا تاریخ ۲۱ نوامبر ۱۹۷۳ را برای برگزاری بازی برگشت دو تیم تعیین می‌کند ولی آن را مشروط به نظر نهایی هیاتی که به این خاطر تعیین کرده‌است می‌کند. دو نفری که این هیئت را تشکیل می‌دهند، هلموت کایزر از سوئیس و آبیلیو د آلمدیا از برزیل هستند. آن‌ها گزارش مثبتی ارائه می‌کنند که حتی با توجه به شرایط روز شیلی بیش از حد غیر واقعی می‌نماید.
در گزارشی که به زبان انگلیسی توسط آلمدیا، نایب رئیس وقت فیفا، و کایزر، دبیرکل آن، بعد از دیدار ۲۳ و ۲۴ اکتبر ۱۹۷۳ از شیلی ارائه شد، منجمله آمده‌است: «به نظر ما شرایط زندگی عادی بود. تعداد زیادی خودرو و عابر پیاده دیده می‌شد، مردم خوشحال به نظر می‌رسیدند و مغازه‌ها باز بودند».
این گزارش از وقایع بعد از کودتا در استادیوم ملی شیلی تحت این عنوان نام می‌برد که این استادیوم به عنوان «سرپل» مورد استفاده قرار گرفته. این در صورتی است که در همان ایام، مطبوعات جهانی صحبت از «استادیوم مرگ» می‌کنند. بدین صورت بود که فیفا طی تلگرامی به فدراسیون فوتبال اتحاد جماهیر شوروی ابلاغ کرد که شرایط برای برگزاری این دیدار مهیا است. فدراسیون فوتبال اتحاد جماهیر شوروی مصرانه خواهان برگزاری دیدار در یک کشور ثالث شد اما فیفا این درخواست را رد کرد.

## برگزاری دیدار
در تاریخ ۲۱ نوامبر ۱۹۷۳ استادیوم ملی که به عنوان اردوگاه مرگ استفاده می‌شد ظواهر یک محل ورزشی معمول را به خود گرفت.
بر خلاف هرگونه انتظاری دیدار برگزار شد. علی‌رغم اینکه حریفی در کار نبود، یازده بازیکن شیلیایی به مدت ۹۰ دقیقه روی زمین چمن استادیو ملی ماندند. هیئت داوران نیز حضور داشت و ۱۵ تا ۱۸هزار نفر هم در سکوهای تماشاچیان قرار داشتند. شیلی به نتیجه حداقل برای راهیابی به جام جهانی، یعنی یک بر صفر اکتفا کرد. گل این بازی را فرانسیسکو والدس به صورت نمادین زد.